# Iare belokobylskiji
Iare belokobylskiji är en stekelart som beskrevs av Marsh 2002. Iare belokobylskiji ingår i släktet Iare och familjen bracksteklar. Inga underarter finns listade i Catalogue of Life.